# Pite
Pite (švédsky Pite älv) je řeka v severním Švédsku (Norrbotten). Celková délka toku činí přibližně 370 km. Plocha povodí měří 11 200 km².

## Průběh toku
Pramení ve Skandinávském pohoří nedaleko norsko-švédské hranice, kde odtéká z jezera Peskejaure. V jejím korytě se vyskytují mnohé peřeje a také vodopády (Trollforsarna, Storforsen, Fällforsen). Ústí do Botnického zálivu Baltského moře.

## Vodní režim
Průměrný průtok vody činí 170 m³/s. Zamrzá od prosince do dubna. Nejvyšších vodních stavů dosahuje od května do června.

## Využití
Využívá se k plavení dřeva a zisku vodní energie. Poblíž ústí leží námořní přístav Piteå.